# 로버트 그레그

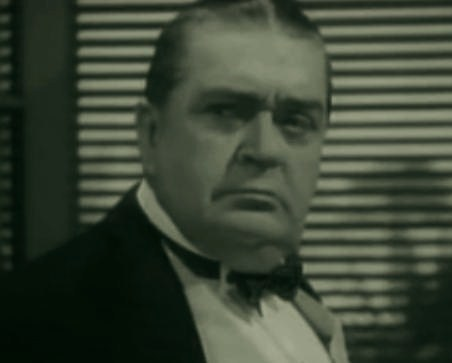

로버트 그레그(Robert Greig, 1879년 12월 27일 ~ 1958년 6월 27일)는 오스트레일리아의 배우, 연극 배우이다.
멜버른에서 태어났으며 로스앤젤레스에서 사망하였다.

## 영화
- 거짓 편지 (1948년)
- 해롤드 디들벅의 원죄 (1947년)
- 포에버 엠버 (1947년)
- 도리안 그레이의 초상 (1945년)
- 아라비안 나이트 (1942년)
- 아이 매리드 언 엔젤 (1942년)
- 팜 비치 스토리 (1942년)
- 내 사랑 마녀 (1942년)
- 설리반의 여행 (1942년)
- 문 오버 마이아미 (1941년)
- 마이 라이프 위드 캐롤라인 (1941년)
- 레이디 이브 (1941년)
- 모호크족의 북소리 (1939년)
- 마르코 폴로의 모험 (1938년)
- 스토우어웨이 (1936년)
- 로이드의 런던 (1936년)
- 테오도라 고즈 와일드 (1936년)
- 로즈 마리 (1936년)
- 악마의 인형 (1936년)
- 명랑한 사기 (1935년)
- 미트 더 바론 (1933년)
- 아침의 영광 (1933년)
- 러브 미 투나잇 (1932년)
- 풋볼 대소동 (1932년)
- 천국의 말썽 (1932년)
- 투나잇 오어 네버 (1931년) - 콘래드 역
- 파라마운트 온 퍼레이드 (1930년)
- 파티 대소동 (1930년)